# Kassa (Mali)
Kassa è un comune rurale del Mali facente parte del circondario di Koro, nella regione di Mopti.
Il comune è composto da 19 nuclei abitati:
- Amba
- Anakanda
- Antangobow
- Antangoleye
- Aouguiné
- Berda Berdossou
- Intaga
- Kilimba
- Kono
- Konono
- Nendé
- Okoyeri-Dogon
- Pelinga
- Pergué
- Santaba
- Sàou
- Simdé
- Sogou
- Tembéré